# Muchmore Valley
Das Muchmore Valley ist ein 10 km langes Tal im ostantarktischen Viktorialand. In den Darwin Mountains liegt es zwischen dem Haskell Ridge und dem Colosseum Ridge. Das ansonsten vereiste Tal ist am Kopfende eisfrei, da die Eismassen vom benachbarten Midnight-Plateau dorthin in unzureichendem Maße abfließen.
Das Advisory Committee on Antarctic Names benannte es 2001 nach dem US-amerikanischen Mediziner Harold George Muchmore (1920–1995), der von 1973 bis 1983 maßgeblich an der biomedizinischen Langzeituntersuchung zum Einfluss der Bedingungen auf der Amundsen-Scott-Südpolstation auf dort tätige Wissenschaftler beteiligt war.